# راكون شائع
الرَاكُون الغاسل أو الرَاقُون الغاسل أو الرَاتُون الغاسل، أو ببساطة الرَاكُون أو الرَاقُون أو الرَاتُون (الاسم العلمي: Procyon lotor)، هو حيوان ثديي من آكل للحوم يستوطن أنحاء متفرقة من الولايات المتحدة وجنوب كندا وتعني كلمة الراكون في لغة سكان أمريكا الشمالية الأصليين تعني الحيوان الذي يدلك بيديه.
للراكون وجه يشبه وجه الثعلب وجسم يشبه القط السمين وتضم هذه الفصيلة 17 نوعا يعيش في أمريكا الشمالية ونوعان في آسيا وبالتحديد جبال الصين وجبال التبت هما: البندا العملاق والبندا الأحمر، وتتميز حيوانات تلك الفصيلة بصغر الحجم ماعدا البندا العملاق. استنادا إلى جريدة الرياض فإن الزعيم النازي هرمان نمورنغ جلب في عام 1934 مجموعة من الراكونات إلى ألمانيا لإثراء وتنويع حيوانات ألمانيا وتدريجيا سجلت أعداد الراكون في ألمانيا مستويات قياسية حيث تجاوز عددها المليون ويتواجدون على الأغلب في في كاسل وهي منطقة ريفية ذات تلال وغابات شمال فرانكفورت ويتخوف البعض من التأثيرات البيئية والصحية لتواجد هذا العدد الضخم من الراكونات في كاسل . في الولايات المتحدة ارتبط كلمة راكون والتي اختصرت إلى كوون Coon بحقبة سوداء من العبودية والتمييز العنصري وظهرت ككلمة احتقارية للمواطنيين ذوي البشرة السوداء من عام 1830 ولا تزال هذه الكلمة تستخدم ولكن من قبل المتطرفين فقط .

## الشكل
يتمتع الراكون بجسم قصير ممتلئ، يبلغ طوله حوالي متر تقريبا، متضمنا ذيله الكثيف الشعر، الذي يشكل حولي 40 سنتيمتر من إجمالي الجسم، تلتف حول هذا الذيل الطويل سبع دوائر من الفراء الأسود الناعم. يتراوح وزنه من 2 إلى 12 كيلوجرام، ويمتاز برأس عريض و أذنيه الصغيرتين المنتصبتين، و أنف ذي حافة مدببة، كما يغطي جسمه فراء طويل من الشعر، يتدرج لونه من البني المائل للرمادي في أعلى الظهر حتى الرمادي الفاتح في المناطق السفلية. وتزين الفراء خطوط سوداء تمتد من أعلى الرأس حتى آخر الظهر، أما الوجه فيغطيه فراء رمادي فاتح تتوسطه عينان سوداوان تبدوان كقناع، كما تتدلى لحية بيضاء من خصلات الشعر على جانبي الأنف. شكل وتركيب أقدامه يشبه إلى حد كبير أقدام الإنسان، فهو يمتلك أقداما قصيرة في كل منها خمسة أصابع بمخالب طويلة وغير حادة، كما أنه يمشي على باطن قدميه وكعبه بالطريقة نفسها التي يمشي بها الإنسان.

## المعيشة

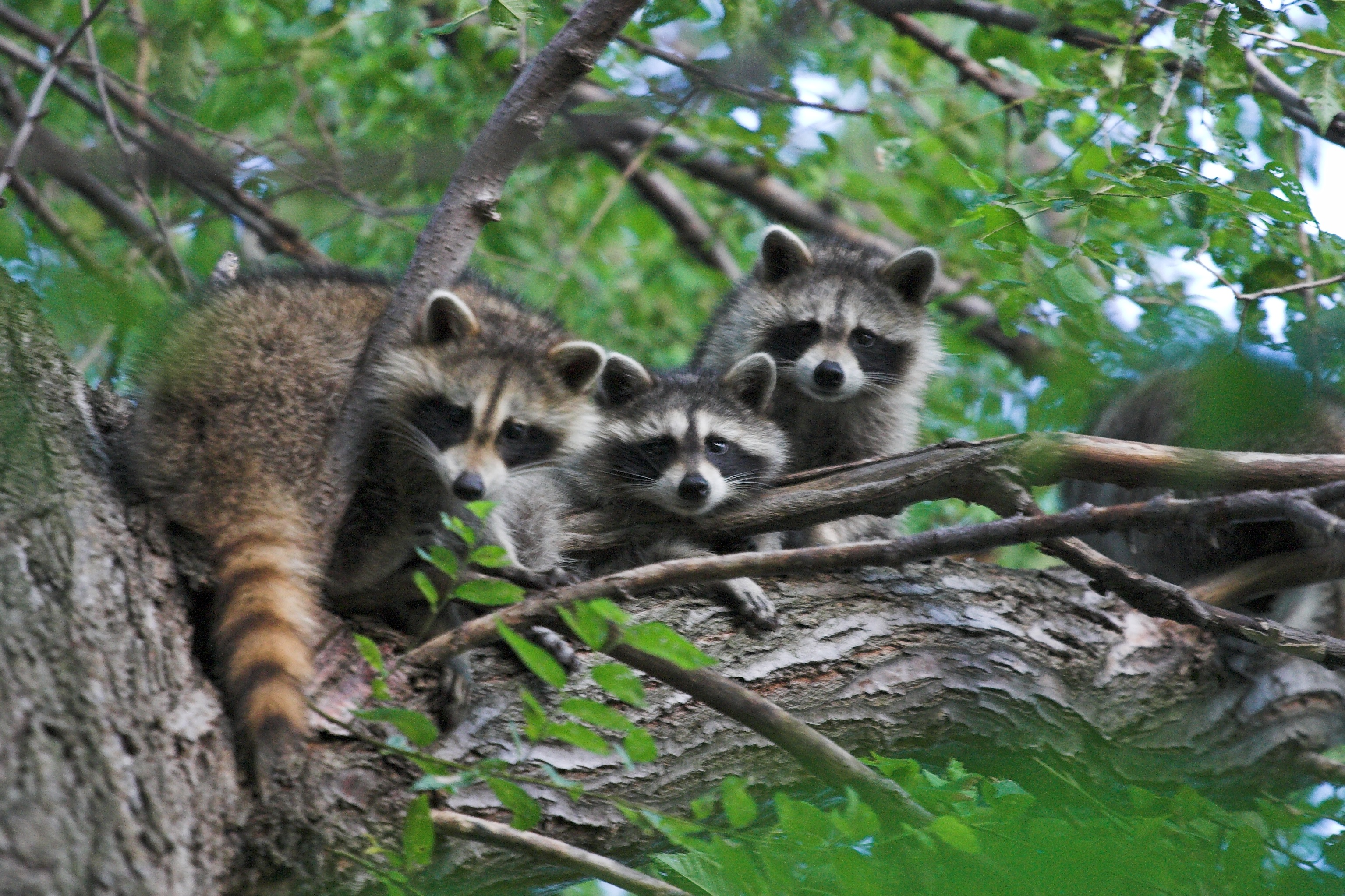
حيوانات الراكون

يفضل الراكون العيش على الأشجار بالقرب من البحيرات والعيون والجداول المائية في الغابات القريبة من المدن
وذلك بسبب امتلاكه للمهارات الفائقة على تسلق الأشجار وكما يتمتع بالمهارة نفسها في السباحة، لذلك يفضل العيش.
و عادة ما يقضي معظم أيام الشتاء في أوكار خاصة، يبنيها بنفسه في تجاويف الأشجار العالية حيث ينام معظم ساعات اليوم، ولا يخرج من وكره إلا في الأيام الدافئة نسبيا، لذلك يفقد خلال الشتاء 50% من وزنه. يعيش الراكون في جحور أرضية طوال فصول السنة وتلجأ إلى شبه بيت شتوي لتقضي شهرا أو شهرين من شهور الشتاء حيث يلجأ الراكون إلى الجحر في أعداد تصل إلى 30 لا تخرج منه إلا إذا ارتفعت درجة الحرارة عن درجة التجميد، ومعظم الإناث تتجمع في جحر واحد ولا يسمح إلا لذكر واحد فقط بأن يقضي الشتاء مع تلك الإناث وصغارها .

## غذائه
يتغذى على الفئران والعصافير والبيض والحشرات والأسماك والضفادع، بالإضافة لقائمة متنوعة من الفواكة والخضراوات، وكذلك ثمار البندق التي تعد من أفضل الأطعمة المحببة له. يأكل الراكون الفاكهة والخضروات والأسماك، وتتعامل هذه الحيوانات بحذر شديد مع طعامها فهي تتحسه جيدا حتى تتعرف عليه لتعلم إن كان صالحا للأكل أم لا ويستخدم مخالبه بمهارة كبيرة ولديه عادة غسل الطعام في الماء قبل آكله فقد تكونت هذه العادة لديه لأنه يصطاد الأسماك من الجداول المائية الصغيرة بالإضافة إلى القشريات المائية. من عاداته الغريبة والمميزة في الأكل، حرصه الشديد على تنظيف طعامه قبل تناوله، بمسحه جيدا بمخالبه الرقيقة، وإذا كان يعيش بالقرب من مجرى مائي، فإنه يقوم بغمر الطعام تماما بالماء، ثم يخرجه ليأكله.

## الراكون آكل السلطعون
هناك نوع متميز يطلق عليه ((الراكون آكل السلطعون)) يعيش في كوستاريكا وجنوب أمريكا فقط، يمتاز بطول الجسم مقارنة بالأنواع الأخرى، أهم ما يميزه تركيب أضراسه القوية التي يستخدمها لكسر وطحن الصدفة القوية الصلبة التي تغطي السلطعون، وكذلك السلاحف التي تعد من أطعمته المفضلة التي يتخصص أيضا في أكلها بمهارة. مؤخرا ذكر علماء صينيون بأن الفيروس المسبب للالتهاب الرئوي اللانمطي (سارس) قد يكون انتقل إلى البشر من بعض الحيوانات ومنها الراكون . من الأمراض الأخرى التي قد ينقلها الراكون هو فايروس مرض داء الكلب نتيجة دخول لعاب الراكون إلى جسم الإنسان إذا ما تعرض لعضة من قبل الراكون ويقدر عدد الحيوانات ومن ضمنها الراكون والحاملة لفايروس داء الكلب بحوالي 15.000 حالة سنوياً.